# Diadelia inornata
Diadelia inornata là một loài bọ cánh cứng trong họ Cerambycidae.